# Ku (Kaiser)

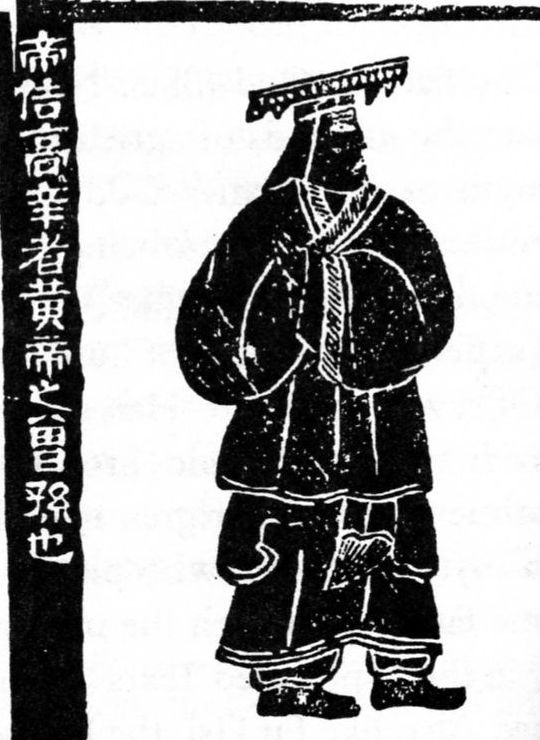
Kaiser Ku

Kù (vereinfachtes Chinesisch: 喾; traditionelles Chinesisch: 嚳, Variantengrafik Chinesisch: 俈), gewöhnlich bezeichnet als Dì Kù (vereinfachtes Chinesisch: 帝喾; traditionelles Chinesisch: 帝嚳), ist einer der legendären Urkaiser Chinas. Er trug zunächst den Namen Gaoxin oder Gāoxīn Shì (Chinesisch: 高辛氏), bevor er als Herrscher den Namen Ku und den Titel Di („Gottkaiser“) annahm. Ku wird als Nachkomme des Gelben Kaisers Huangdi und Vorfahre herrschender Familien späterer Dynastien angesehen. Er ist auch als „Weißer Kaiser“ bekannt. Einige Quellen behandeln Ku als eine halbhistorische Figur, während andere mythologische oder religiöse Behauptungen über ihn aufstellen. Die verschiedenen Quellen unterscheiden sich nicht nur in ihrem Grad der Historisierung von Ku, sondern auch darin, auf welche spezifischen Geschichten über ihn sie sich konzentrieren, so dass die Zusammenstellung der verschiedenen Elemente dessen, was über Ku bekannt ist, eine facettenreiche Geschichte ergibt.

## Geburt
Ku soll vom legendären Gelben Kaiser abstammen. Er war der Überlieferung zufolge der Sohn von Qiaoji (蟜極/蟜极), und somit Enkel des Shaohao und Urenkel des Gelben Kaisers.

## Als Kaiser
Nachdem Ku den Kaisertitel erlangt hatte, soll er jahreszeitenabhängig gereist sein: Im Frühling und Sommer reiste er auf einem Drachen und im Herbst und Winter ritt er auf einem Pferd. Unter anderem soll Ku ein Erfinder von Musikinstrumenten und Komponist von Liedern gewesen sein. Laut dem Lüshi Chunqiu wurden Trommeln, Glocken, Glockenspiele, Pfeifen, Okarinas und Flöten auf Kus Befehl hin von seinem Untergebenen Yourui erfunden; Ku's Liedtexte wurden von seinem Assistenten Xianhei vertont; und auf einen weiteren kaiserlichen Befehl hin wurde ein Phönix als Tanzbegleiter eingesetzt. Obwohl Ku den Titel Di trug, ist unklar, aus welchem Teilen sein Reich bestanden haben könnte. Denselben Titel Di nahm später der König von Qin an, nachdem er seine benachbarten Königreiche erobert und sie zum ersten historisch bekannten Reich Chinas vereint hatte.
Nach fiktiven Daten, die nach 100 v. Chr. von Liu Xin berechnet wurden, soll Ku von ca. 2436 v. Chr. bis ca. 2367 v. Chr. regiert haben. Andere Quellen nennen die Daten 2412 und 2343 v. Chr.

## Ehefrauen und Nachkommenschaft
Zu den kulturellen Errungenschaften, die auf Kaiser Kù zurückgeführt werden, zählt die Einführung der Schulen; in frühchinesischen Quellen wird ihm zudem umfassende Beteiligung an der Erfindung verschiedener Musikinstrumente und traditioneller Kompositionen zugeschrieben. Er gilt auch als Begründer der Vielehe in China. Kù werden mindestens vier Frauen zugeschrieben.
Mit seiner Frau Changyi (常儀 / 常仪) hatte Kù einen Sohn, Di Zhi, der sein Nachfolger wurde, aber die Regentschaft nach neun Jahren an seinen Bruder Yao abtrat, dessen Mutter Qingdu war. Mit Jiang Yuan zeugte er Houji, Jiandi gebar Qi. Diese Söhne gelten als Stammväter des Zhou bzw. Shang Volkes.
Seine einander beständig bekämpfenden Söhne Ebo und Sichen (Mütter unbekannt) setzte er, um sie zu trennen, als Götter der Sterne Chen und Shen ein.
Ku hatte mehrere Ehefrauen. Die bekanntesten seiner Gemahlinnen sind vier Damen: Jiang Yuan, Jiandi, Changyi (常儀 / 常仪) und Qingdu. Nachdem jede dieser Damen einen Sohn zur Welt gebracht hatte (Houji, Xie, Zhi und Yao), ließ Ku von einem Wahrsager voraussagen, welcher der Söhne dazu bestimmt sei, das Reich zu regieren, und er erhielt die Antwort, dass alle vier es tun würden. Eine andere Quelle erwähnt eine Dame, mit der er acht Söhne hatte, von denen jeder einzelne geboren wurde, nachdem sie geträumt hatte, die Sonne zu verschlucken; obwohl ihr Name unsicher ist, soll sie aus Zoutu stammen. Shiji zeichnete auch die Abstammungsnamen von Zhis Mutter als Juzi (娵訾氏) und Yaos Mutter als Chenfeng (陳鋒氏) auf.
Einigen Überlieferungen zufolge erbte jeder dieser vier Söhne das Reich von Ku oder war Ahnenbegründer einer chinesischen Dynastie. Der erste von Kus Söhnen, der das Reich regierte, war Kaiser Zhi, der der Sohn von Changyi war. Ein weiterer seiner Söhne wurde später Kaiser Yao. Kus Sohn Xie, der auf wundersame Weise von Jiandi geboren wurde, nachdem sie das Ei eines schwarzen Vogels verschluckt hatte, wurde der prädynastische Gründer der Herrscherfamilie der Shang-Dynastie. Kus Sohn Houji, der auf wundersame Weise von Jiang Yuan geboren wurde, nachdem sie in den Fußabdruck eines Gottes getreten war, wurde der prädynastische Begründer des Geschlechts der Zhou-Dynastie.
Dem koreanischen Geschichtswerk Samguk Sagi zufolge betrachteten sich die Könige von Goguryeo aufgrund ihres Familiennamens „Go“ (Hanja: 高) als Nachkommen der chinesischen Urkaiser Gaoyang (Hanja: 高陽) und Gaoxin (Hanja: 高辛) und damit letzten Endes als Abkömmlinge des Gelben Kaisers.

## Bambus-Annalen
In den Bambus-Annalen, einer der frühesten Quellen, wird erwähnt, dass nach dem Tod von Kaiser Zhuanxu ein Nachkomme von Shennong namens Shuqi (術器) eine Rebellion organisierte, aber von einem Nachkommen Huangdis, Ku (aus der Gaoxin-Linie), dem Prinzen von Xin, vernichtet wurde; Ku bestieg daraufhin den Thron. Die Annalen besagen auch, dass Ku „mit doppelten Zahnreihen geboren wurde und die Weisheit eines Gelehrten besaß“. Die Annalen berichten weiter, dass er im 16. Jahr seiner Herrschaft seinen General Chong schickte, um den Staat Yukwai zu besiegen. Im 45. Jahr ernannte Ku den Prinzen von Tang (seinen Sohn Yao) zu seinem Nachfolger, doch nach dessen Tod im 63. Jahr bestieg stattdessen sein älterer Sohn Zhi den Thron und regierte 9 Jahre, bevor er abgesetzt und durch Yao ersetzt wurde.